# Hugues Ngouélondélé
Hugues Ngouélondélé (ur. 30 listopada 1961 w Brazzaville) – kongijski polityk, burmistrz Brazzaville w latach 2003–2017, od 2017 roku jest ministrem sportu i młodzieży.

## Życiorys
Hugues Ngouélondélé urodził się 30 listopada 1961 roku w Brazzaville i jest najstarszym synem generała Emmanuela Ngouelondélé, który w latach 1979–1992 był czołową postacią reżimu prezydenta Denisa Sassou-Nguesso, pełnił obowiązki szefa służb bezpieczeństwa i wywiadu. W 1983 roku ukończył prawo na Université Marien Ngouabi. Studiował także w szkołach celnych w Koléa w Algierii oraz w La Rochelle we Francji. W 1992 roku uzyskał certyfikat ze Szkoły Celnej w Brukseli (fr. École des Douanes de Bruxelles). Od 1997 do 1999 roku pracował na stanowisku inspektora na Beach (przystań na rzece Kongo). Od marca 1999 roku reprezentował Kongo w Światowej Organizacji Celnej, stanowisko pełnił do 2001 roku.

## Kariera polityczna

### Zgromadzenie Narodowe
W wyborach do Zgromadzenia Narodowego w 2002 został wybrany z okręgu Moungali, jako kandydat niezależny. Mandat deputowanego do Zgromadzenia Narodowego zdobył w drugiej turze. Ponownie uzyskał mandat kandydując w wyborach w 2007 roku, również kandydując jako polityk niezależny z okręgu Moungali, zdobywając tym razem 50,2% w pierwszej turze wyborów. W wyborach parlamentarnych w 2012 roku kandydował z okręgu Gamboma w departamencie Plateaux. Kandydując z list Kongijskiej Partii Pracy, zdobył 54,88% głosów, tym samym wygrywając w pierwszej turze wyborów. W wyborach w 2017 roku kandydował z okręgu Gamboma, nie mając kontrkandydatów, tym samym wygrał w pierwszej turze wyborów.

### Brazzaville
W wyborach samorządowych w 2002 roku został wybrany na deputowanego do rady miasta Brazzaville, startował z pierwszego miejsca na liście kandydatów niezależnych. Po zaprzysiężeniu zdecydował się kandydować na urząd burmistrza stolicy, w wyścigu o fotel uzyskał poparcie urzędującego prezydenta Konga – Denisa Sassou-Nguesso. W lutym 2003 ostatecznie zwyciężył, zastępując na stanowisku urzędującego burmistrza – Benoît Moundélé-Ngollo. W wyborach samorządowych w czerwcu 2008 roku uzyskał reelekcję, 30 lipca został ponownie zaprzysiężony na urząd burmistrza. Reelekcję uzyskał również w wyborach samorządowych w 2014 roku. Kandydował na urząd burmistrza z list Kongijskiej Partii Pracy nie mając kontrkandydata, został wybrany 23 listopada zdobywając 92 ze 100 głosów wśród rady miejskiej.
Był prezesem Stowarzyszenia Burmistrzów Konga (fr. Association des Maires du Congo) oraz wiceprzewodniczącym Międzynarodowego Stowarzyszenia Burmistrzów Frankofońskich (fr. Association Internationale des Maires Francophones).

### Minister Sportu i Wychowania Fizycznego
22 sierpnia 2017 roku Sassou-Nguesso powołał go w skład rządu Clémenta Mouamba na stanowisko ministra sportu i wychowania fizycznego. Po utworzeniu nowego rządu, przez premiera Anatole Collinet Makosso, 15 maja 2021 roku został ponownie powołany na stanowisko ministra sportu.

## Życie prywatne
Jest żonaty z córką prezydenta Denisa Sassou-Nguesso – Ninele. Jest honorowym prezesem klubu piłkarskiego z Brazzaville – CSMD Diables Noirs.

## Wyróżnienia i odznaczenia
- Order Legii Honorowej IV klasy – Oficer (Officier)[18]
- Kongijski Order Zasługi (fr. Ordre du Mérite congolais) – Grand officier[18]
- Kongijski Orderu Zasługi Sportowej (fr. Ordre du Mérite Sportif congolais)[18]